# Фалчиђано (Арецо)
Фалчиђано је насеље у Италији у округу Арецо, региону Тоскана.
Према процени из 2011. у насељу је живело 50 становника. Насеље се налази на надморској висини од 318 м.